# 杨绍复
杨绍复（？—？），字绍之，虢州弘农（今河南灵宝）人。
左仆射杨于陵之子。进士出身，宠辞登科，與崔铉友好，终官中书舍人。大中年间，撰《续会要》四十卷。书久佚。有四子，杨擢、杨据（道协）、杨揆（知几）、杨拯（致尧）。